# 글리제 581 d
글리제 581 d는 적색왜성 글리제 581을 공전하는, '질량이 큰 지구형 행성'(슈퍼 지구)이다. 울프 562 d 또는 HIP 74995 d으로도 표기한다. 글리제 581 d는 생물권 내에 자리 잡고 있어 액체 물이 표면에 존재할 수 있는 환경으로 보인다.

## 발견
글리제 581d는 스위스 제네바 연구소의 천문학자 스테판 우드리 팀이 2007년 4월 24일 발견했다. 관측 도구로는 칠레의 라 실라 유럽 남방 천문대의 3.6m 망원경을 사용했다. 관측 기술에는 시선 속도법을 응용했다.

## 환경 및 인류 거주 가능성

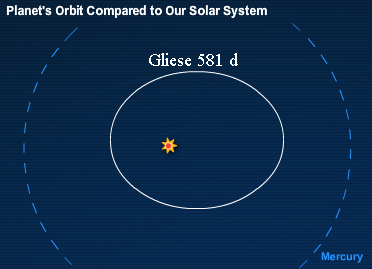
수성의 궤도와 글리제 581 d의 궤도를 겹쳐 놓은 것.

지구의 경우 온실 효과가 없다고 가정했을 때의 표면 온도는 평균 영하 18도이나 실제 온도는 그보다 좀 더 높다. 마찬가지로 글리제 581 d도 온실 효과를 일으키면 생명체가 살 수 있을 정도의 온도가 형성될 것으로 보았다.
2009년 4월 21일 유럽 남방 천문대는 글리제 581 e의 발견을 공식적으로 발표했다. 동시에 글리제 581 d의 궤도장반경이 이전 자료보다 항성에 좀 더 가까워 생물권 안에 위치한다는 수정된 연구 결과도 함께 발표했다.
종전 이론으로는 글리제 581 d가 생물권 바깥을 돌고 있다고 생각했다. 그러나 4월 21일 발표된 새로운 연구 결과에 따르면 d는 생물권 내를 공전하고 있는 것으로 확인되었다. 이 거리에서는 액체 상태로 물이 존재할 수 있다. 천문학자 스테판 우드리는 다음과 같이 말했다.
| “ | 글리제 581 d는 '거대하고 깊은 바다'로 뒤덮여 있을 것이다. 따라서 d는 바다 행성일 가능성이 큰 최초의 후보이다. 글리제 581 d는 암석으로만 이루어졌다고 말하기에는 너무 부피가 크다. 이 행성은 항성으로 가까이 끌려 온, 원래는 얼음으로 이루어진 행성임을 추측할 수 있다. | ” |

우드리의 말과 같이, 천문학자들은 만약 글리제 581 d가 지금의 위치보다 바깥쪽에서 생겨난 얼음 행성이었다가 항성 쪽으로 끌려왔다면, 행성 전체가 수천 킬로미터 깊이의 바다로 덮여 있을 것으로 보고 있다.

## 같이 보기
- 외계 행성
- 생명체 거주가능 영역